# Делфос (Охајо)
Делфос (енгл. Delphos) град је у америчкој савезној држави Охајо.

## Демографија
По попису из 2010. године број становника је 7.101, што је 157 (2,3%) становника више него 2000. године.
| Група             | 2000.         | 2010.         |
| Белци             | 6.810 (98,1%) | 6.833 (96,2%) |
| Афроамериканци    | 19 (0,3%)     | 31 (0,4%)     |
| Азијати           | 13 (0,2%)     | 13 (0,2%)     |
| Хиспаноамериканци | 53 (0,8%)     | 127 (1,8%)    |
| Укупно            | 6.944         | 7.101         |